# Harmonia (гурт)
Harmonia — західнонімецький музичний супергурт, утворений у 1973 році як співпраця між учасниками двох відомих краут-рок гуртів: Ганс-Йоахім Роделіус та Дітер Моебіус з Cluster, до яких приєднався гітарист Neu! Міхаель Ротер. Живучи і записуючись у селі Форст, тріо випустило два альбоми — Musik von Harmonia (1974) і Deluxe (1975) — обмеженим тиражем, перш ніж розпалося у 1976 році.
У 1997 році серія відкладених на полицю записів 1976 року Harmonia та британського музиканта Браяна Іно побачила світ під назвою Tracks and Traces; у 2009 році вона була перевидана з новим матеріалом. Після виходу концертного альбому Live 1974 (2007) тріо реформувалося між 2007 і 2009 роками. У 2015 році лейбл Grönland Records випустив 6-дисковий бокс-сет Complete Works, до якого увійшли ремастировані записи та архівні матеріали.
AllMusic описав гурт як «один з найлегендарніших на всій краут-рок/космічній сцені». Браян Іно назвав їх у середині 1970-х «найважливішим рок-гуртом у світі». Творчість Harmonia вплинула на розвиток ембієнт-музики Іно та альбомів Девіда Бові, а також інших електронних і рок-виконавців.

## Історія

### Формування: 1973—1975
У 1971 році дует Моебіуса і Роделіуса, учасники Cluster, переїхав до західнонімецького села Форст біля річки Везер після того, як антиквар, який сподівався заснувати комуну художників, запропонував їм оселитися у кількох столітніх фермерських будинках. Міхаель Ротер призупинив свій проєкт Neu! на початку 1973 року, щоб зустрітися з Роделіусом і Моебіусом, що вони можуть виступити супроводжуючою групою для концертів Neu!. Після джему з дуетом Ротер стверджував, що «це було щось на кшталт музичного кохання з першого погляду, насправді […] це було щось таке, чого я ніколи не відчував раніше. У хороші моменти ми втрьох могли створювати справжню, живу музику.» Разом тріо записувалося у власній домашній студії у Форсті, і вибрало назву Harmonia частково як жартівливе посилання на поширену німецьку фразу «хор». Ідилічне, природне оточення вплинуло на їхню творчість.

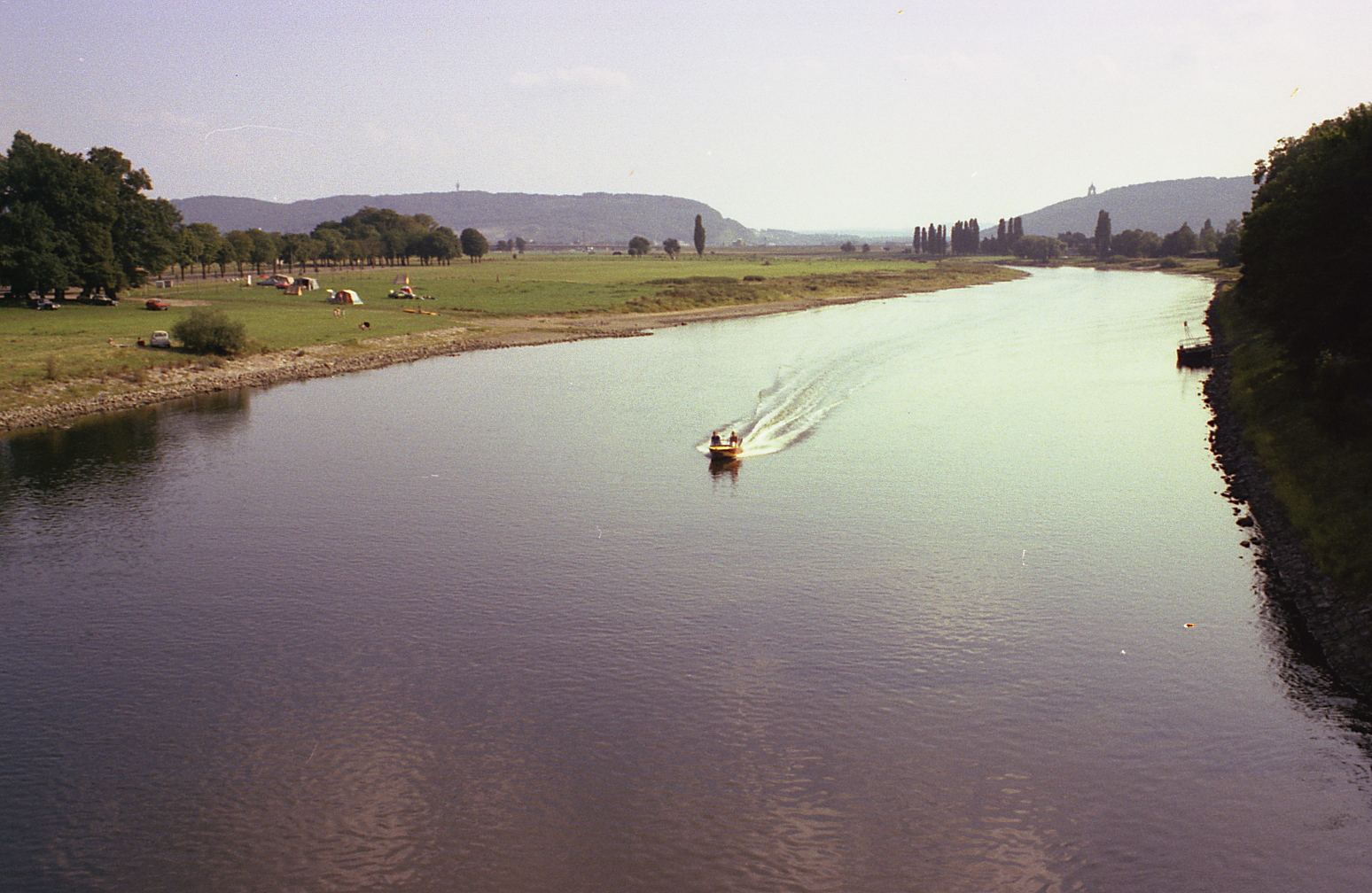
Гурт жив і записувався біля річки Везер; на фото 1977 рік.

Вони записали два альбоми під назвою Harmonia: Musik von Harmonia у 1974 році та Deluxe у 1975 році, обидва випущені на лейблі Brain Records. Перший був спродюсований самими Harmonia за допомогою примітивного мікшера і трьох магнітофонів. Після його виходу і періоду гастролей Ротер взяв невелику перерву в роботі з Harmonia, щоб записати третій альбом Neu! з Клаусом Дінгером, Neu! '75 (1975), щоб виконати свої контрактні зобов'язання. За його відсутності Cluster записали Zuckerzeit (1974), де Ротер був зазначений як співпродюсер. Другий альбом гурту, Deluxe, був записаний продюсером Конні Планком за допомогою 16-доріжкового магнітофона та мікшерного пульта, а також містив живі ударні Мані Ноймаєра з гурту Guru Guru. Deluxe підкреслив рок і поп-чутливість Ротера, а не імпровізаційний підхід Cluster, що призвело до певної творчої напруженості в стосунках між учасниками.

### Співпраця з Іно: 1976
Після виходу Deluxe' Harmonia повернулася до гастролей, поки Роделіус, Моебіус і Ротер не припинили свою співпрацю влітку 1976 року. Всі троє розпочали сольні проєкти, але у вересні 1976 року знову приєдналися до Harmonia, коли Браян Іно відвідав їх у Форсті на 11 днів; він жив і записувався з гуртом, а потім почав співпрацювати з Девідом Бові у роботі над його альбомами 1977 року. Іно привіз із собою чотиридоріжковий магнітофон і синтезатор EMS VCS 3. Матеріал для Tracks and Traces не був виданий до 1997 року, оскільки записи тривалий час вважалися втраченими.
Іно стверджував, що Harmonia була «найважливішим рок-гуртом у світі» в середині 70-х. Іно приєднався до Harmonia один раз наживо в 1974 році, джемуючи з групою культурному центрі The Fabrik в Гамбурзі. Девід Бові вважав Harmonia одним з найважливіших і найвпливовіших німецьких гуртів тієї епохи.

### Реформація: 2007—2009
Harmonia возз'єдналася у 2007 році після виходу альбому Live 1974, запису їхнього концерту 23 березня 1974 року в клубі Penny Station у Гріссемі, Німеччина. Ротер, Роделіус і Моебіус виступили наживо як Harmonia вперше з 1976 року, відкриваючи 27 листопада 2007 року фестиваль Worldtronics у Haus der Kulturen der Welt у Берліні.
Harmonia вперше виступили у Великобританії 18 квітня 2008 року, зігравши на відкритті фестивалю Ether Festival у Queen Elizabeth Hall в Саутбенк-центрі, Лондон. У липні 2008 року гурт також був хедлайнером заключного дня фестивалю Supersonic у Бірмінгемі. Пізніше Harmonia з'явилася на музичному фестивалі All Tomorrow's Parties у Великій Британії у травні 2008 року, на фестивалі Numusic у Ставангері, Норвегія, на фестивалі ATP, куратором якого були My Bloody Valentine у Нью-Йорку у вересні 2008 року, а також на австралійській серії фестивалю, куратором якого були Nick Cave and the Bad Seeds у січні 2009 року.
У вересні 2009 року лейбл Gronland випустив розширену версію Tracks and Traces. До альбому увійшли три додаткові треки зі спільної роботи з Harmonia & Eno ´76. У 2010 році вийшов альбом Tracks and Traces Remixed, що складається з реміксів.
У жовтні 2015 року лейбл Grönland Records випустив 6-дисковий вініловий бокс-сет Complete Works. До боксу увійшли всі три студійні альбоми, Live 1974 та Documents 1975; колекція з 2 концертних треків та 2 ранніх версій треків альбому Deluxe. Documents 1975 вийшов окремим CD та вінілом у березні 2016 року. Documents 1975 був випущений на касеті до бокс-сету Complete Works у вересні 2015 року.

## Стиль і вплив
За словами AllMusic, робота Harmonia народилася з «розслаблених, імпровізаційних джемів, які поєднали дослідницьку космічну музику Cluster з ритмами і гітарним чуттям Ротера.» Uncut назвав їхні два студійні альбоми «одними з найкращих, що міг запропонувати краут-рок, м'якшими, ніж Can або Faust, але з їхніми мерехтливими клавішними і механічними ритмами, настільки ж переконливими.» Pitchfork назвав їх «одним з найкращих краутроків, що може запропонувати краутрок, але з їхніми мерехтливими клавішними і механічними ритмами, настільки ж переконливими, наскільки і їхні пісні»[11]. [10] Pitchfork назвав їх «ключовою групою краут-року, оскільки вони об'єднали найвідоміші напрямки звучання та ефективно все вдосконалили», звернувши увагу на їхній гібрид електронних і рок-інструментів, довгі структури і стійкі ритми.
Згідно з Pitchfork, «копії їхніх записів потрапили до деяких відомих і впливових фанатів у Великій Британії — Браяна Іно та Девіда Бові, серед інших — і з тих пір музика Harmonia є частиною канону експериментального року». Harmonia продовжували впливати на творчість Браяна Іно і після їхньої співпраці. Їхня творчість, за словами критика Алекса Абрамовича, допомогла закласти фундамент «не лише для ембієнтної музики, але й для цілих поколінь рок-гуртів, вільних від блюзу, від Wire і New Order до My Bloody Valentine».

## Учасники
- Міхаель Ротер (1973—1976, 2007—2009)
- Ганс-Йоахім Роделіус (1973—1976, 2007—2009)
- Дітер Моебіус (1973—1976, 2007—2009)
- Браян Іно (1976)
- Мані Ноймаєр — барабани (1975)

## Дискографія
Студійні альбоми
- 1974 Musik von Harmonia
- 1975 Deluxe
- 1997 Tracks and Traces (як Harmonia '76, у 2009 році як Harmonia & Eno '76)

Збірки та концертні альбоми
- 2007 Live 1974
- 2010 Tracks and Traces Remixed (як Harmonia & Eno '76)
- 2015 Documents 1975
- 2015/2020 Complete Works (бокс-сет)

Сингли
- 1975 «De Luxe (Immer Wieder)»/«Monza (Rauf Und Runter)»